# Villa San Giovanni (Siena)
La villa San Giovanni si trova a San Giovanni a Cerreto, nel comune di Siena sulla strada che conduce a Pianella e che prosegue per Gaiole in Chianti.

## Storia e descrizione
La villa settecentesca appartiene alla famiglia Avanzati. Vi visse e morì il Senesino, nel 1758.
L'edificio è organizzato su tre livelli, di cui i primi due sono i principali. La struttura è molto simmetrica, tipica degli edifici dell'epoca. Quello che salta subito all'occhio è l'ingresso, valorizzato da una caratteristica copertura in metallo in puro stile liberty. Le finestre sono personalizzate da moduli precisi, al pian terreno sono piccole e arricchite con cornici in finti mattoni, mentre al secondo livello le finestre sono più grandi e sormontate da rompigocce.
L'ultimo piano dell'edificio è invece un colonnato aperto con capitelli dorici. Quest'ultimo livello evidenzia anche il modulo strutturale dell'intera costruzione.